# Звезден флот
Звезден флот (на английски: Starfleet) или Федерален звезден флот (на английски: Federation Starfleet) е наименование на организация, създадена и поддържана от Обединената Федерация от планети, в рамките на научнофантастичната вселена на Стар Трек. Флотът е основният инструмент, чрез които Федерацията осъществява своите научноизследователски, отбранителни и дипломатически функции. Личният състав на звездния флот се състои предимно от представители на човешката раса, но и от такива на стотици други видове. Щаб-квартирата му се намира на планетата Земя.
Звездният флот е основната организация за космически изследвания и отбрана поддържана от Обединената Федерация на планетите. Водещите му функции включват разширяването познанията за галактиката и нейните обитатели, развитието на науката и технологиите, военната отбрана, и подпомагането на федерационната дипломация. При осъществяването на тези задачи Флотът разчита не само на своя личен състав, но също и на звездните си кораби и обширната мрежа от звездни бази и космически инсталации.
Поради основния мандат на флота за изследване на дълбокия космос, персоналът на организацията е често излаган на контакт с култури и видове неизвестни дотогава на Федерацията. В такива случаи флотските офицери поемат ролята на нейни официални представители. Корабите на Звездния флот също се използват често като транспортно средство за посланици по време на техните мисии. (TNG: „Последният аванпост“; „Конспирация“); (VOY: „Невинност“; „Празнотата“); (TOS: "Пътуване до Вавилон"); (Стар Трек (2009))

## История

### Ера на Обединената Земя
Преди 2161, Звездният флот е основната организация за космически изследвания и отбрана на Обединената Земя, от началото до средата на 22 век. Основният властови орган във флота се нарича Командване на Звездния флот или Агенция за космически проучвания на Обединената Земя (UESPA) и е разположен в град Сан Франциско, на Земята. (ENT: „Броукън Бау“, „Тера Прайм“)
Докато UESPA съществува още към 60-те години на 21 век (VOY: „Френфшип 1“, предполага се че Звездният флот е основан към 30-те години на 22 век, тъй като Джонатан Арчър е обмислял да се присъедини към земната товарна служба няколко години преди основаването на флота, а през 2134 той завършва колежа. Звездният флот е съществувал към 2136, защото тогава Маргарет Мълин отказва да се омъжи за Арчър поради не желанието си да стане след време „вдовица на Звездния флот“. (ENT: „Vox Sola“, „Хоризонт“, „Здрач“)
Основната цел на Звездния флот от зародиша му е да „...издирва нов живот и нови цивилизации“, и „...смело да отиде там, където никой човек не е ходил преди.“ (Тази крилата фраза обикновено се преписва на Зефрам Кокран, изобретателя на уорп двигателя на Земята.) (ENT: „Броукън Бау“)
Сред задачите на част от персонала на флота е и близкото сътрудничество с Дипломатическия корпус на Обединената Земя.
През 2153, поради Кзинди атаката на Земята и многобройните сражения, в които участва Ентърпрайз (NX-01) след изстрелването си през 2151, е решено че земните звездни кораби ще носят на борда си отряди от елитните военни части на Обединената Земя, т.нар. ВКОО. По тази начин са направени първите стъпки към обединяването на Звездния флот с военните сили и преминаването на задачите по изследване на космоса и отбрана под крилото на флота. (ENT: „Делфийският периметър“)
Сред основните проекти на Звездния флот е създаването на надежден двигател, които да осигурява високи скорости при пътуването в междузвездното пространство. Към 50-те години на 22 век Земята осъществява огромен напредък в усилията си да създаде уорп 5 двигател, въпреки обвиненията за липса на сътрудничество и намеса към вулканците. (ENT: „Броукън Бау“)
Ключови фигури от Звездния флот на Обединената Земя по това време са:
1. Адмирал Максуел Форест
2. Адмирал Даниел Ленард
3. Адмирал Гарднър

Командир Уилямс
Форест, Ленърд и Уилямс са кръстени на ДеФорест Кели, Ленърд Нимой и Уилям Шатнър.
Член 14, раздел 31, от първоначалната Харта на Звездния флот на ОЗ позволява определени правила да се наршват при случаи на извънредна опасност. Тази норма дава възможност за създаването и действието на сенчестата организация известна като Отдел 31. Лейтенант Малкълм Рийд е вербуван от нея като младмичман. (ENT: „Бедствие“); (DS9: „Инквизиция“)
Лутър Слоун описва Отдел 31 като част от „оригиналната“ Харта на Звездния флот, което навежда на предположение за съществуването на няколко харти и съответства с предполагаемото превръщане на Звездния флот на ОЗ в Звездния флот на ОФП при изменение на хартата. Джулиан Башир заявява, че Отдел 31 е останал скрит „повече от 300 години.“ Следователно Харта на Звездния флот на ОЗ трябва да е били създадена преди 2075. Това, обаче, противоречи на твърдението на капитан Арчър, че е обмислял да се присъедини към земната товарна служба няколко години преди основаването на флота, в „Хоризонт“.
Латинската фраза на флотския печат от ерата преди Федерацията е „Ad Astra Per Aspera“ („Към звездите през тръни“). То представлява изменена версия на мотото на НАСА „Per Aspera Ad Astra“. Това е съвременното мото на щата Канзас. То може да е свързано ис мотото на кралските военновъздушни сили на Великобритания „'Per Ardua Ad Astra'“ („През трудности към звездите“).

### Ера на Федерацията
След основаването на Федерацията през 2161 година, съобразно Хартата на Федерацията, Звездния флот заедно с изследователските и военни служби на всички планети членки се поставят под властта на ОФП. (DS9: „Инквизиция“); (ENT: „Арестувани“, „Дивергенция“)
До края на 90-те години на 23 век част от дейностите на Звездния флот продължават, поне частично, да попадат под юрисдикцията на UESPA. Към средата на следващия век всички дейности се ръководят единствено от Командването на Звездния флот, което носи отговорност пред президента и Съвета на Федерацията. (TOS: „Чарли X“, „Утре е вчера“);(Стар Трек IV: Пътуване към вкъщи))
UESPA е спомената в началото на Оригиналния сериал, преди продуцентите окончателно да решат, че Ентърпрайз е подчинен на Звездния флот и ОФП. Името и присъства в Стар Трек: Ентърпрайз и напосветителната плоча на Ентърпрайз-B, атака също и на печата на Звездния флот на ОЗ в „Демони“, което навежда на заключението, че флота е подразделение на UESPA или обратното. За разлика от това агенцията не е спомената изобщо в Стар Трек: Следващото поколение. Връзката между двете организации не е точно дефинирана.
Не е ясно и защо новосформираната Федерация би се осланяла на толкова много от космическите агенции на Земята като основа на своя Звезден флот, имайки предвид превъзхождащите военни и изследователски ресурси на Вулкан, Андория и Телар. Поставяйки флота в ръцете на изглеждащия като най-слаб в технологично и военно отношение вид вероятно се постига баланс между останалите три сили, без която и да е от четирите да придобива значимо предимство над останалите. Според друго обяснение е че първоначално съответните планетарни ресурси са действали независимо от Звездния флот, каквато например е връзката между Европейската космическа агенция и държавите и членки. Независимо от причината към 23 век Земята се превръща във военния гръбнак на Федерацията. Въпреки че в някои отношения е с по-ниско ниво на технология Обединената Земя е водеща сила във Федерацията, например служи като столица, и има значително влияние, например защото за строителството на звездни кораби в Слънчевата система вероятно са използвани първоначално съществуващите съоръжения на UESPA и Звездния флот на ОЗ.

## Структура
Пряката командна власт над Звездния флот е прерогатив на президента на Федерацията. (DS9: „Изгубеният рай“), („Стар Трек VI: Неоткритата страна“) В допълнение, Съветът на Федерацията, като законодателно тяло, често има пряко влияние над действията на флота и дори в отделни случаи издава заповеди до него. (TNG: "Природна сила"; „Предателят“) Ежедневните операции се ръководят от Командването на Звездния флот, оглавявано от висшестоящ офицер известен като главнокомандващият. (Стар Трек VI: Неоткритата страна)

### Главнокомандващ
Главнокомандващият ръководи операциите на цялата служба и докладва направо на президента на Федерацията. („Стар Трек VI: Неоткритата страна“)
В края на 70-те години на 24 век позицията се заема от самия президент Джареш-Иньо. (DS9: „Изгубеният рай“).